# Louis Verberne
Louis Gerardus Josephus Verberne (Nes aan de Amstel (gemeente Nieuwer-Amstel), 29 september 1889 – Breda, 5 januari 1956) was een Nederlandse hoogleraar politieke en sociale geschiedenis.

## Aktenstudie
Na in 1908 zijn onderwijzersakte gehaald te hebben gaf Verberne (tot 1917) les aan enkele lagere scholen. In de avonduren studeerde hij Nederlandse letteren aan de Katholieke Leergangen (toen nog) te 's-Hertogenbosch en behaalde in 1916 het M.O.-diploma. Tijdens zijn leraarsperiode aan de katholieke H.B.S. te Eindhoven behaalde hij te Tilburg de middelbare akte Geschiedenis. 

## Universitaire studie
Tijdens zijn onderwijsloopbaan te Breda behaalde Verberne het kandidaatsexamen Nederlandse Letteren aan de Gemeentelijke Universiteit Amsterdam, en het doctoraalexamen aan de Katholieke Universiteit Nijmegen in 1925, alwaar hij in 1931 cum laude promoveerde op het proefschrift Gijsbert Karel's Leerjaren. 

## Leraarschap
Na zijn leraarschap  aan het R.K. Gymnasium en HBS te Eindhoven (van 1917 tot 1922) werd Verberne in 1922 leraar Nederlands en geschiedenis aan het nieuw gestichte Onze Lieve Vrouwelyceum te Breda. Hij was daarbij vanaf 1925 tevens conrector. Zijn loopbaan aan het O.L.Vrouwe Lyceum liep tot 1947. 
Van 1950 tot 1955 vervulde Verberne een docentschap aan de stafschool van de PTT.

## Hoogleraarschap
In 1947 werd Verberne benoemd tot hoogleraar aan de Katholieke Economische Hogeschool te Tilburg. Vanaf 1948 was hij buitengewoon hoogleraar politieke en sociale geschiedenis aan de Katholieke Universiteit Nijmegen.

## Publicaties
Bij het grote publiek werd Verberne vooral bekend door zijn beide tweedelige werken die in pocketuitgave verschenen: Geschiedenis van Nederland in de jaren 1850-1925, I en II, Utrecht/Antwerpen: Het Spectrum 1957 (Prisma Pockets, nrs. 275 en 276), en Geschiedenis van Nederland in de jaren 1813-1850, I en II, Utrecht/Antwerpen: Het Spectrum 1958 (Prisma Pockets, nrs. 374 en 375).